# Mylo Xyloto
Mylo Xyloto è il quinto album in studio del gruppo musicale britannico Coldplay, pubblicato il 24 ottobre 2011 dalla Parlophone.
Negli Stati Uniti ha venduto nei primi sei mesi del 2012 oltre 415 000 copie. Al 2012, le copie vendute sono state più di 8 milioni in tutto il mondo.

## Descrizione

### Composizione e registrazione
Il frontman del gruppo, Chris Martin, ha affermato che non crede che "i gruppi debbano superare i 33 anni", ma in seguito ha ritrattato la frase dicendo che ciò che intendeva, ovvero che bisogna sempre procedere "come se questo fosse il nostro ultimo [disco], perché è l'unico modo di andare avanti." Il bassista Guy Berryman, che precedentemente aveva scritto il desiderio del gruppo di "iniziare semplicemente a lavorare e vedere come proseguiva", ha riportato che il gruppo sarebbe tornato al lavoro in studio:
Uno degli obiettivi dell'album è stato quello di scrivere brani con un maggior uso di sperimentazione con strumenti acustici, manipolazione e strumenti elettronici, rivisitando o meno lo stile dell'album precedente, Viva la vida or Death and All His Friends. Quando Martin ha deciso di non pubblicare un album da solista, alcune voci hanno affermato che il quinto album sarebbe stato il loro ultimo, fatto smentito dallo stesso Martin.

Particolare attesa e curiosità ha suscitato la collaborazione con la cantante barbadiana Rihanna, sulla quale Chris Martin ha detto: 
All'album ha inoltre collaborato in qualità di compositore aggiuntivo il musicista britannico Brian Eno.

### Titolo
In un'intervista concessa a MTV News, Martin è intervenuto a proposito della scelta del titolo dell'album, dichiarando:

In occasione del San Diego Comic-Con 2012, il gruppo ha annunciato che l'album ha ispirato la pubblicazione di un'omonima serie di fumetti, scritta dal gruppo insieme al regista Mark Osborne, il quale ha dichiarato in merito:

## Tracce
Testi e musiche di Guy Berryman, Jonny Buckland, Will Champion e Chris Martin.
1. Mylo Xyloto – 0:42
2. Hurts Like Heaven – 4:02
3. Paradise – 4:38
4. Charlie Brown – 4:45
5. Us Against the World – 4:00
6. M.M.I.X. – 0:48
7. Every Teardrop Is a Waterfall – 4:01
8. Major Minus – 3:30
9. U.F.O. – 2:18
10. Princess of China – 3:59
11. Up in Flames – 3:13
12. A Hopeful Transmission – 0:33
13. Don't Let It Break Your Heart – 3:54
14. Up with the Birds – 3:46

Tracce bonus nell'edizione giapponese
1. Charlie Brown (Live from Glastonbury 2011) – 4:48
2. Life Is for Living (Live from Glastonbury 2011) – 2:30
3. Every Teardrop Is a Waterfall (Live from Glastonbury 2011) – 4:38

## Formazione
Gruppo
- Chris Martin – voce, chitarra acustica, pianoforte
- Jonny Buckland – chitarra elettrica, tastiera, cori
- Guy Berryman – basso, tastiera, cori
- Will Champion – batteria acustica ed elettronica, chitarra acustica, pianoforte, cori

Altri musicisti
- Brian Eno – effetti sonori, composizione aggiuntiva
- Davide Rossi – strumenti ad arco
- Jon Hopkins – effetti sonori
- Rosie Danvers – violoncello aggiuntivo
- Luis Jardim – percussioni
- Rihanna – voce aggiuntiva (traccia 10)

Produzione
- Markus Dravs – produzione, registrazione
- Daniel Green – produzione, missaggio, registrazione
- Rik Simpson – produzione, missaggio, registrazione
- Mark "Spike" Stent – missaggio
- Michael Brauer – missaggio
- Robin Baynton – registrazione
- Andy Rugg – registrazione, assistenza missaggio
- Matt McGinn – registrazione, assistenza missaggio
- Matt Miller – registrazione, assistenza missaggio
- Christian Green – registrazione, assistenza missaggio
- Olga Fitzroy – registrazione, assistenza missaggio
- Ryan Gilligan – registrazione, assistenza missaggio
- Matt Green – registrazione, assistenza missaggio
- Pierre Eiras – registrazione, assistenza missaggio
- David Emery – registrazione, assistenza missaggio
- Ian Sylvester – registrazione, assistenza missaggio
- Noah Goldstein – registrazione, assistenza missaggio
- Ian Shea – registrazione, assistenza missaggio
- Andrew Denny – registrazione, assistenza missaggio
- Deepu Panjwani – registrazione, assistenza missaggio
- Nobuyuki Murakami – registrazione, assistenza missaggio
- Hidefumi Ohbuchi – registrazione, assistenza missaggio
- Mr Tim Crompton – registrazione, assistenza missaggio
- Bob Ludwig – mastering

## Classifiche

### Classifiche settimanali
| Classifica (2011) | Posizione massima |
| ----------------- | ----------------- |
| Argentina         | 1                 |
| Australia         | 1                 |
| Austria           | 2                 |
| Belgio (Fiandre)  | 1                 |
| Belgio (Vallonia) | 1                 |
| Canada            | 1                 |
| Danimarca         | 2                 |
| Finlandia         | 2                 |
| Francia           | 1                 |
| Germania          | 1                 |
| Grecia            | 2                 |
| Irlanda           | 1                 |
| Italia            | 1                 |
| Messico           | 1                 |
| Norvegia          | 1                 |
| Nuova Zelanda     | 1                 |
| Paesi Bassi       | 1                 |
| Polonia           | 1                 |
| Portogallo        | 1                 |
| Regno Unito       | 1                 |
| Repubblica Ceca   | 2                 |
| Spagna            | 3                 |
| Stati Uniti       | 1                 |
| Svezia            | 1                 |
| Svizzera          | 1                 |
| Ungheria          | 7                 |

### Classifiche di fine anno
| Classifica (2011)           | Posizione |
| --------------------------- | --------- |
| Australia                   | 10        |
| Austria                     | 23        |
| Belgio (Fiandre)            | 7         |
| Belgio (Vallonia)           | 19        |
| Canada                      | 18        |
| Danimarca                   | 13        |
| Finlandia (album stranieri) | 3         |
| Francia                     | 7         |
| Irlanda                     | 12        |
| Islanda                     | 69        |
| Italia                      | 9         |
| Messico                     | 36        |
| Nuova Zelanda               | 14        |
| Paesi Bassi                 | 3         |
| Polonia                     | 62        |
| Regno Unito                 | 5         |
| Spagna                      | 14        |
| Stati Uniti                 | 35        |
| Svezia                      | 12        |
| Svizzera                    | 3         |
| Ungheria                    | 87        |
| Classifica (2012)           | Posizione |
| Stati Uniti                 | 17        |